# トータス (バンド)

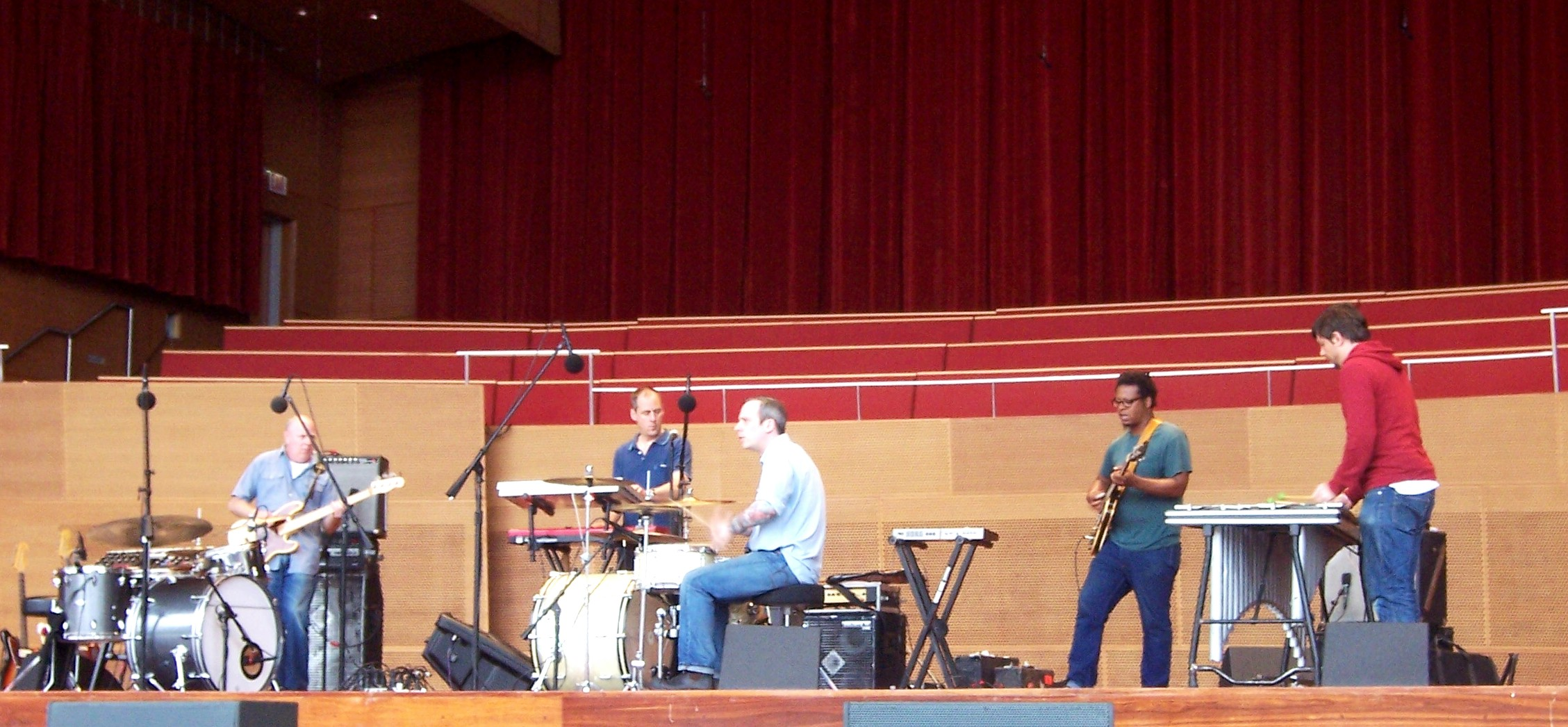
シカゴでパフォーマンスするトータス（2008年）

トータス（Tortoise）は、アメリカ、シカゴ出身のポスト・ロック・バンド。1990年結成。
歌詞を介在させないインスト主体のスタイル、ポスト・プロダクションを駆使する高感度の音響アプローチなど、極めて前衛指向の強い音楽性と緻密な曲構成で知られる。

## 概要
ダグ・マッコームズとジョン・ハーンドンのデュオとして始まり、その後、元バストロのジョン・マッケンタイアとバンディ・K・ブラウン、それに元ター・ベイビーズのダン・ビットニーが加わった。
1994年、ファースト・アルバム『トータス』でデビュー。出世作となったセカンド・アルバム『ミリオンズ・ナウ・リヴィング・ウィル・ネヴァー・ダイ』では「シカゴ音響派」と呼ばれた独自の前衛音楽コミュニティを牽引する存在としても大きな注目を集めた。
サード・アルバム『TNT』では、当時革新的であった新技術、ハードディスク・レコーディングを採用。演奏した音をテープに録音せず、初めからデジタル・コンピューターのハードディスクに記憶した音像をパソコン編集していくこのレコーディング方法は、電子機材による音楽制作方法への道を拓く画期的なものとしてシーンに衝撃を与えた。
『TNT』に至って、「ポスト・ロック」という音楽も世界的に認知されるようになっていくが、2001年発表の4作目『スタンダーズ』では、一転してテープ録音を復活させ、ジャズ要素やプログレ風味など有機的バンド・サウンドへの回帰を示唆するなど、常に試行錯誤を繰り返しながら断続的な活動を行う。2007年にはトータスのドラマー3人（ジョン・マッケンタイア、ジョン・ヘーンドン、ダン・ビットニー）による生音ブレイクビーツ・プロジェクト「Bumps」でアルバムを発表し、ヒップホップへの造詣の深さもアピールするところとなった。
2016年のアルバム『ザ・カタストロフィスト』には、USメイプルやデッド・ライダーのメンバーとして知られるトッド・リットマン、ヨ・ラ・テンゴのメンバーとして知られるジョージア・ハブレイがゲスト・ボーカリストとして参加した。
過去何度も来日公演を行っており、初来日の1996年以降単独公演は4回、フェス出演でも2002年の朝霧ジャム、2005年のMETAMORPHOSE、2009年のフジロックフェスティバルと多岐にわたる。

## メンバー
- ジョン・マッケンタイア (John McEntire) - ドラム、パーカッション、キーボード ※ザ・シー・アンド・ケイクでも活動。
- ダグ・マッコームズ (Doug McCombs) - ベース
- ジョン・ハーンドン (John Herndon) - ドラム、パーカッション
- ダン・ビットニー (Dan Bitney) - パーカッション
- ジェフ・パーカー (Jeff Parker) - ギター

### 旧メンバー
- バンディ・K・ブラウン (Bundy K. Brown) - ギター
- デイヴィッド・パホ (David Pajo) - ギター ※元スリント

## ディスコグラフィ

### スタジオ・アルバム
- 『トータス』 - Tortoise (1993年)
- 『ミリオンズ・ナウ・リヴィング・ウィル・ネヴァー・ダイ』 - Millions Now Living Will Never Die (1996年)
- 『TNT』 - TNT (1998年)
- 『スタンダーズ』 - Standards (2001年)
- 『イッツ・オール・アラウンド・ユー』 - It's All Around You (2004年)
- 『ビーコンズ・オブ・アンセスターシップ』 - Beacons of Ancestorship (2009年)
- 『ザ・カタストロフィスト』 - The Catastrophist (2016年)

### EP
- In the Fishtank (1999年) ※ with The Ex
- 『ホワイ・ウェイスト・タイム?』 - Why Waste Time? (2010年)

### 企画アルバム
- 『ザ・ブレイヴ・アンド・ザ・ボールド』 - The Brave and the Bold (2006年) ※カバー・アルバム with ボニー・プリンス・ビリー
- 『ア・ラザラス・タクソン』 - A Lazarus Taxon (2006年) ※レア音源を多数収録した3CD+1DVDのボックスセット

### リミックス & コンピレーション・アルバム
- Rhythms, Resolutions & Clusters (1995年) ※リミックス・アルバム
- 『ア・ダイジェスト・コンペンディウム・オブ・ザ・トータスズ・ワールド』 - A Digest Compendium of the Tortoise's World (1996年)
- 『リミックスト』 - Remixed (1998年) ※リミックス・アルバム (2001年にオウテカによるリミックスを加えて再発)